# Aïn Rahma
Aïn Rahma est une commune de la wilaya de Relizane en Algérie.